# Talayuelas
Talayuelas és un municipi de la província de Conca a la comunitat autònoma de Castella la Manxa. Està situat a la zona oriental de la província i de la ciutat de Conca. En el cens de 2006 tenia 1167 habitants.